# 南修二
南 修二（みなみ しゅうじ、1981年9月7日 - ）は、日本の競輪選手。日本競輪学校（当時。以下、競輪学校）第88期生。日本競輪選手会大阪支部所属、ホームバンクは岸和田競輪場。師匠は乾準一（85期）。

## 来歴
大阪産業大学附属高等学校出身。
2002年、競輪学校に第88期生として入学。同期にはGIタイトルホルダーだけでも武田豊樹、山崎芳仁、渡邉一成、成田和也、佐藤友和がいる。在校競走成績は36位（7勝）。
2003年7月10日、奈良競輪場でデビューし4着。初勝利は同年7月11日の同場。
2009年の、第60回高松宮記念杯競輪（大津びわこ競輪場）でGI決勝戦初優出(8位)。
2015年、富山競輪開設記念・瑞峰立山賞争奪戦（G3）でGⅢ初制覇。。
2016年10月第25回寬仁親王牌・世界選手権記念トーナメント（前橋競輪場） 4位。
2023年9月共同通信社杯競輪（青森競輪場）で7年ぶりに特別競輪決勝戦優出（6位）。続く10月、寛仁親王牌・世界選手権記念トーナメント(弥彦競輪場)にて決勝進出。(4位)、また11月、第65回朝日新聞社杯競輪祭（小倉競輪場）にて決勝進出(7位)。
2024年2月、第39回読売新聞社杯全日本選抜競輪（岐阜競輪場）にて決勝進出(6位)と、2023年の共同通信社杯から特別競輪4大会連続決勝戦進出を果たした。また6月、第75回高松宮記念杯競輪(岸和田競輪場)で11年ぶりに地元GⅠ優出(5位)。そして9月、共同通信社杯競輪で2年連続同大会優出。(6位)
2025年、第40回読売新聞社杯全日本選抜競輪(豊橋競輪場)にて優出。(6位)
そして7月、久留米競輪場にて自身10年ぶり二度目となる記念競輪制覇を果たした。
また8月、第68回オールスター競輪(函館競輪場)において決勝進出、自身史上初となる初GⅠ決勝表彰台入り(3位)を果たした。